# Eulecanium kunoense
Eulecanium kunoense är en insektsart som först beskrevs av Kuwana 1907.  Eulecanium kunoense ingår i släktet Eulecanium och familjen skålsköldlöss. Inga underarter finns listade i Catalogue of Life.